# Когнітивна революція
Когнітивна Революція: Відкриття нових горизонтів розуміння людського мислення.
Когнітивна революція, що розгорнулася в середині 20-го століття, стала переломним моментом у розвитку психології та когнітивних наук. Цей період відзначився великими досягненнями в розумінні процесів мислення, сприявши виникненню нових теорій та підходів до вивчення людського інтелекту. У цій статті ми розглянемо сутність когнітивної революції, її ключові досягнення та вплив на сучасну науку та суспільство.

Сутність когнітивної революції.
Когнітивна революція - це перехід в науці від поведінкового підходу до психології до когнітивного підходу, який акцентує на вивченні внутрішніх процесів мислення, сприйняття та розуміння. Замість того, щоб досліджувати тільки зовнішні поведінкові вияви, вчені стали цікавитися тим, як саме люди обробляють інформацію в своїх розумах та приймають рішення.
Ключові аспекти когнітивної революції включають розвиток комп'ютерної технології, відкриття важливості внутрішніх представлень та символів у мисленні, а також зростання інтересу до психологічних аспектів мови, пам'яті та уваги.

Ключові досягнення когнітивної революції.
1. Розвиток когнітивної психології
Когнітивні психологи почали досліджувати такі процеси, як мислення, пам'ять, увага та мовлення, використовуючи експериментальні методи для розкриття їхньої природи та функціонування.
2. Створення когнітивних наук.
Когнітивна наука стала широким міждисциплінарним полем, що об'єднує психологію, нейронауку, лінгвістику, філософію та комп'ютерні науки для вивчення інтелекту та когнітивних процесів.
3. Розвиток штучного інтелекту.
Когнітивна революція сприяла розвитку штучного інтелекту, де вивчаються процеси, які лежать в основі розумової діяльності, з метою створення імітації інтелекту в комп'ютерних системах.

Вплив на сучасну науку та суспільство.
Когнітивна революція має значний вплив на сучасну науку та суспільство. Вона дозволила глибше розуміти природу інтелекту та мислення, що відкриває нові можливості для розвитку технологій, освіти, медицини та інших галузей.
Крім того, когнітивна революція нагадує нам про важливість розвитку критичного мислення та саморозвитку для кожної особистості. Розуміння та усвідомлення власного мислення може допомогти краще розуміти світ навколо нас та робити більш обдумані рішення у різних сферах життя.

Когнітивна революція представляє собою ключовий етап у розвитку психології та когнітивних наук, який сприяв відкриттю нових горизонтів у розумінні людського інтелекту та мислення. Вона відкрила двері для багатьох нових досліджень та технологій.